# Palais Haggenmacher
Le palais Haggenmacher (en hongrois : Haggenmacher-palota) est un édifice situé dans le 6e arrondissement de Budapest. Il a été construit entre 1884 et 1886 en style néo-renaissance sur la célèbre avenue Andrassy.